# Matroneo

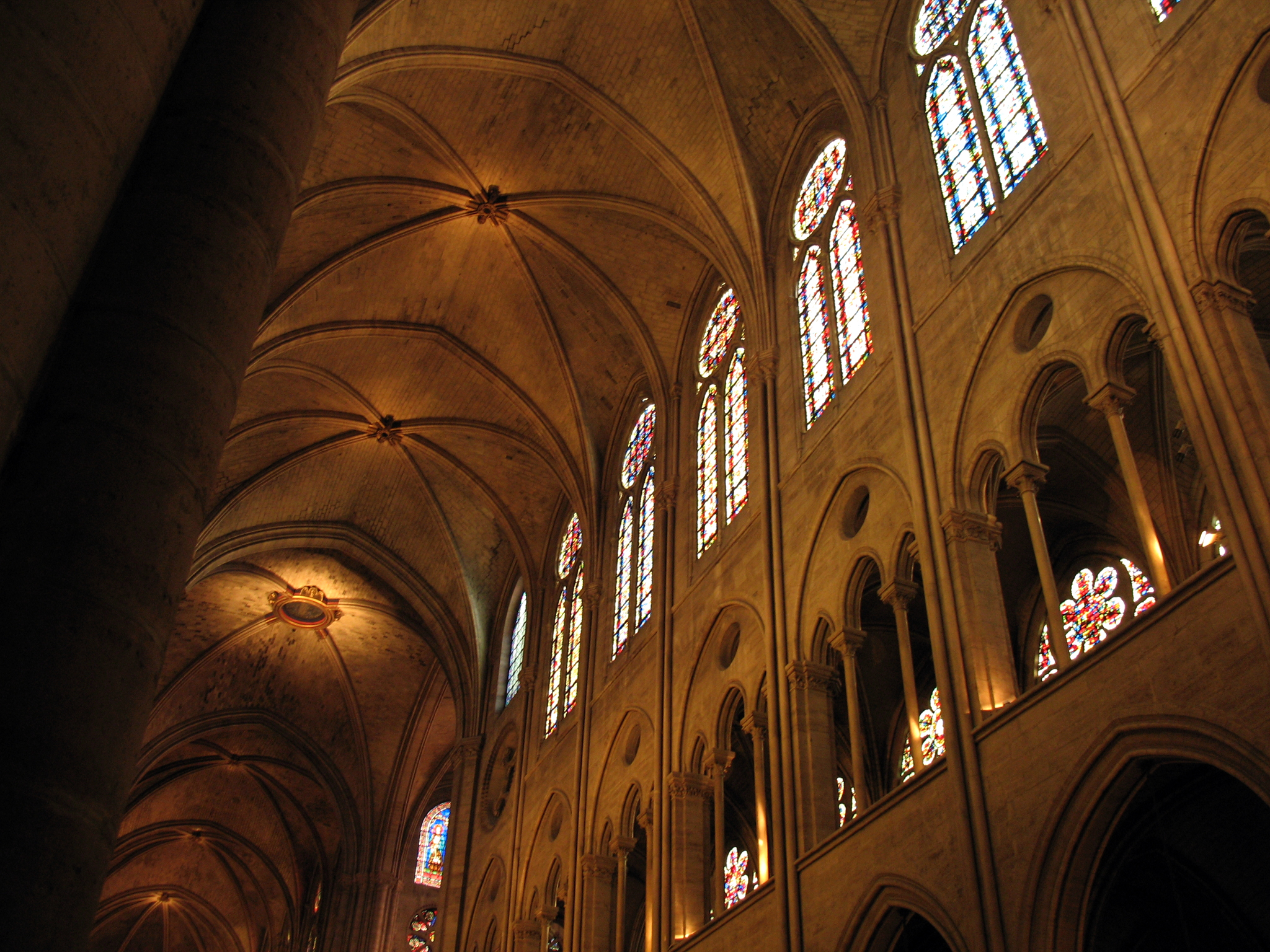
Il matroneo della navata centrale di Notre-Dame a Parigi, schermato da grandi trifore

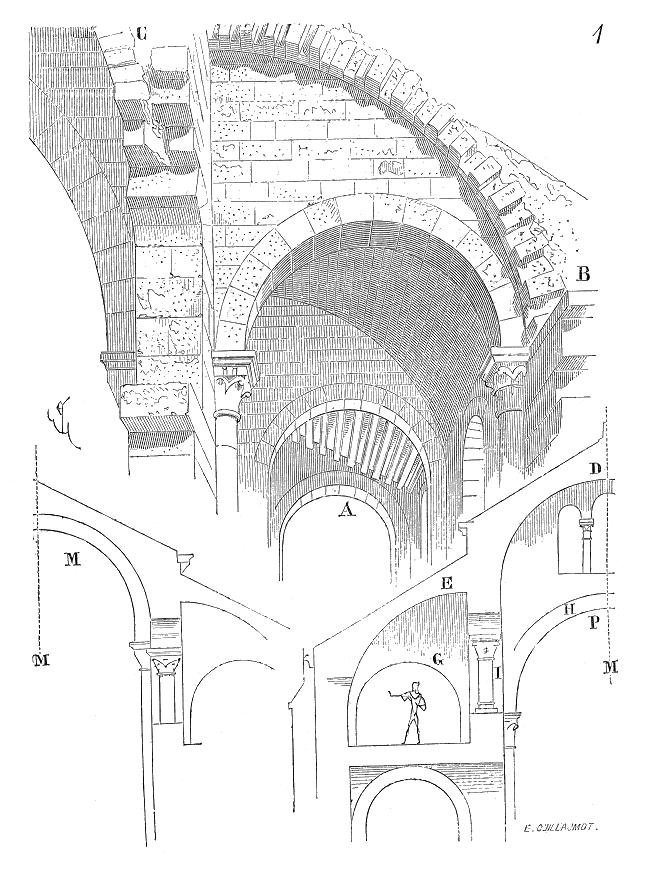
Struttura di un matroneo, da Dictionnaire raisonné de l’architecture française du XIe au XVIe siècle di Eugène Viollet-le-Duc

Il matroneo, o tribuna, è un balcone o un loggiato posto all'interno di un edificio e originariamente destinato ad accogliere le donne (derivante appunto da "matrona").
Nelle chiese medievali i matronei persero la funzione di accoglienza e divennero esclusivamente elementi architettonici, posti sopra le navate laterali e con la funzione strutturale di contenere la spinta della navata centrale, formati solitamente da campate sovrapposte a quelle delle navate laterali. 
Nelle chiese protogotiche i matronei erano uno dei quattro elementi che costituivano la parete interna (arco, matroneo, triforio e cleristorio), mentre appaiono più raramente nel periodo successivo dell'architettura gotica.

## Nelle sinagoghe
Nelle sinagoghe è ancora in uso il matroneo e prende il nome di Ezrat Nashim.

## Galleria d'immagini

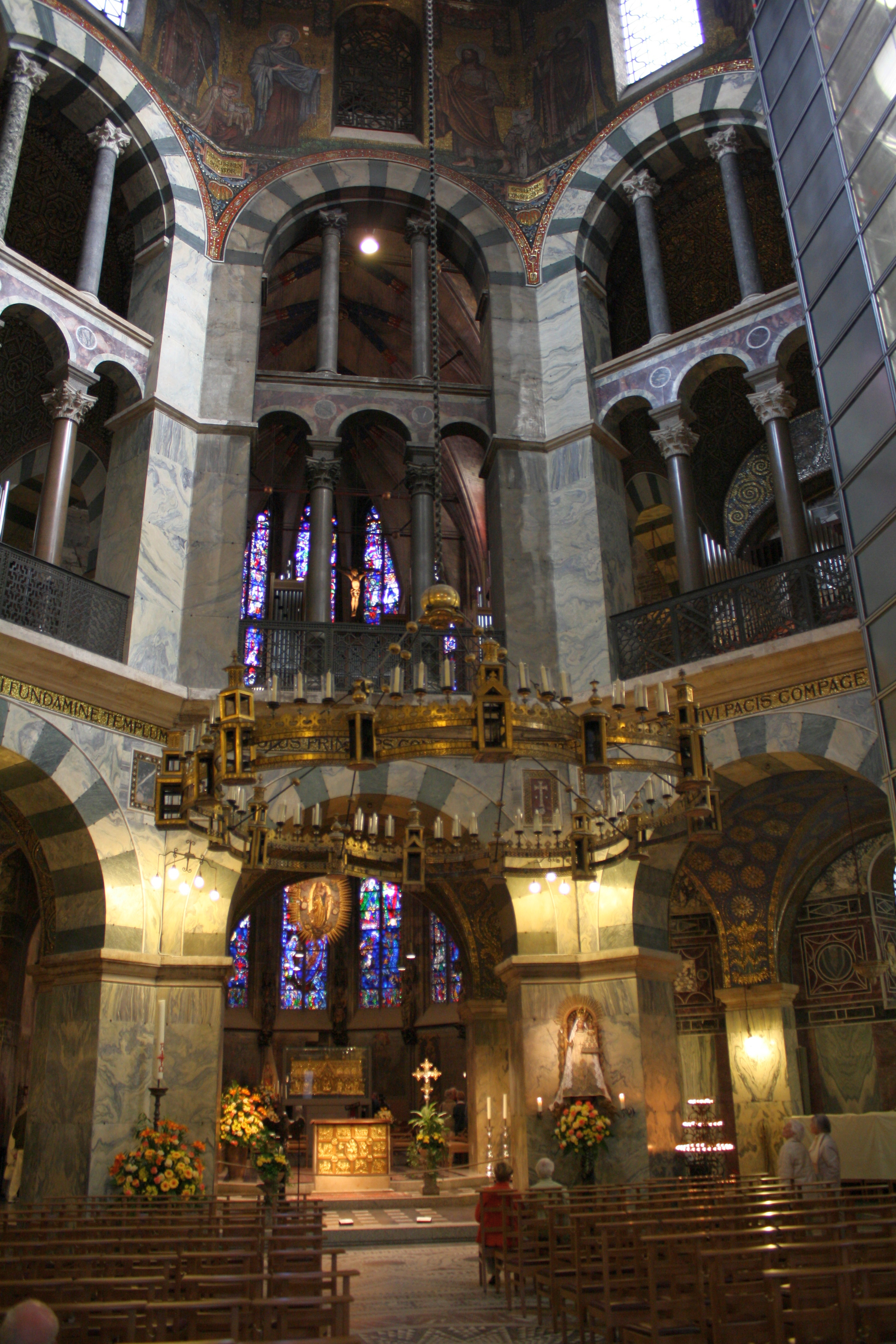
Matronei della Cappella Palatina di Aquisgrana
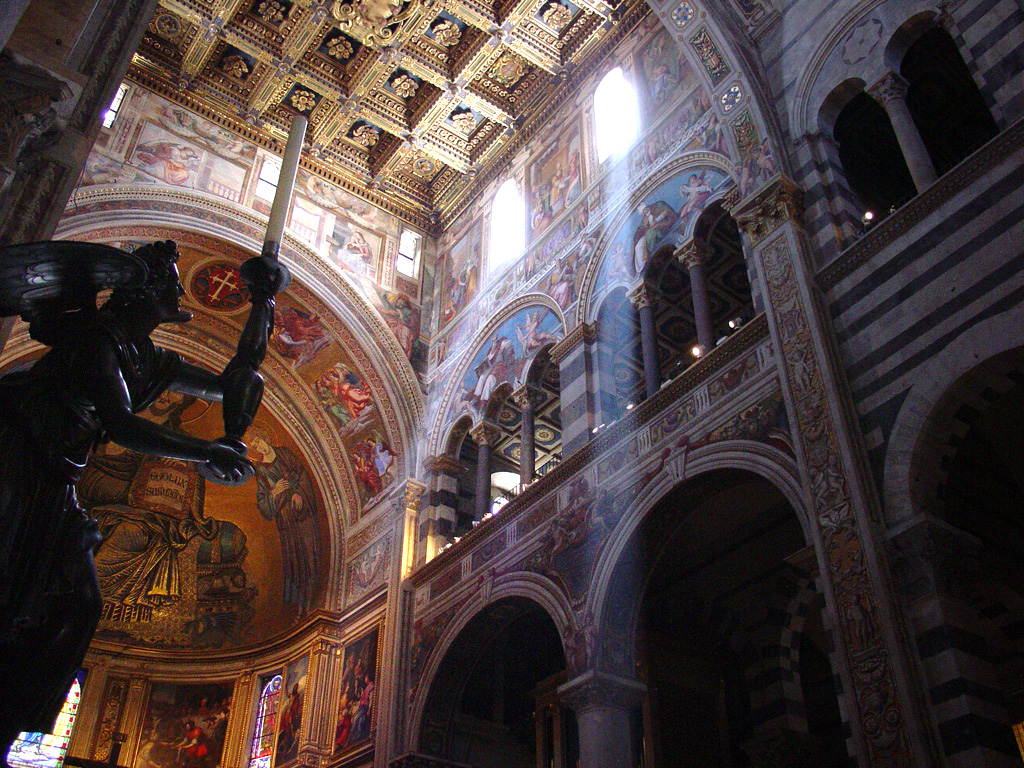
Matroneo del Duomo di Pisa
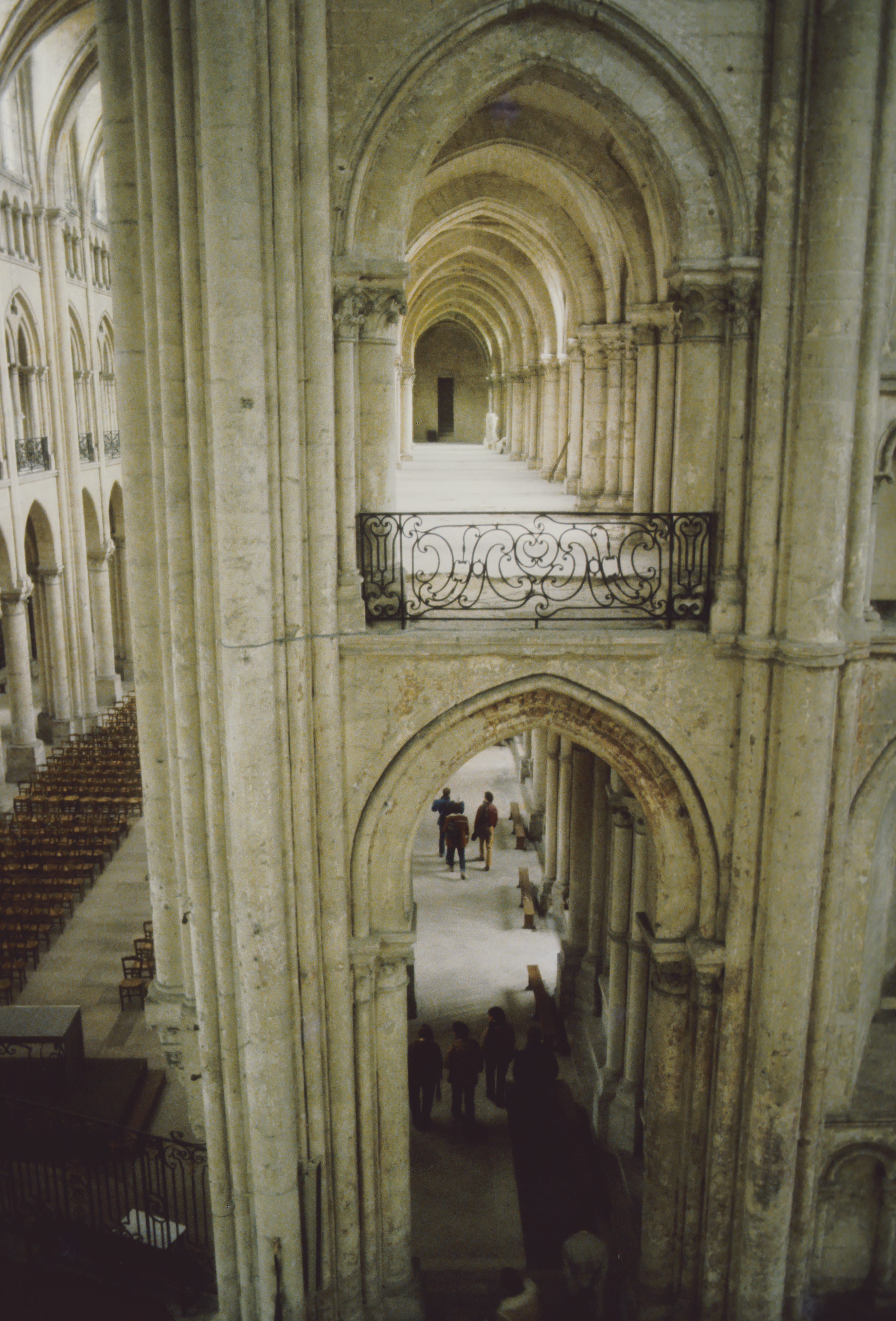
Matroneo nella Cattedrale di Noyon
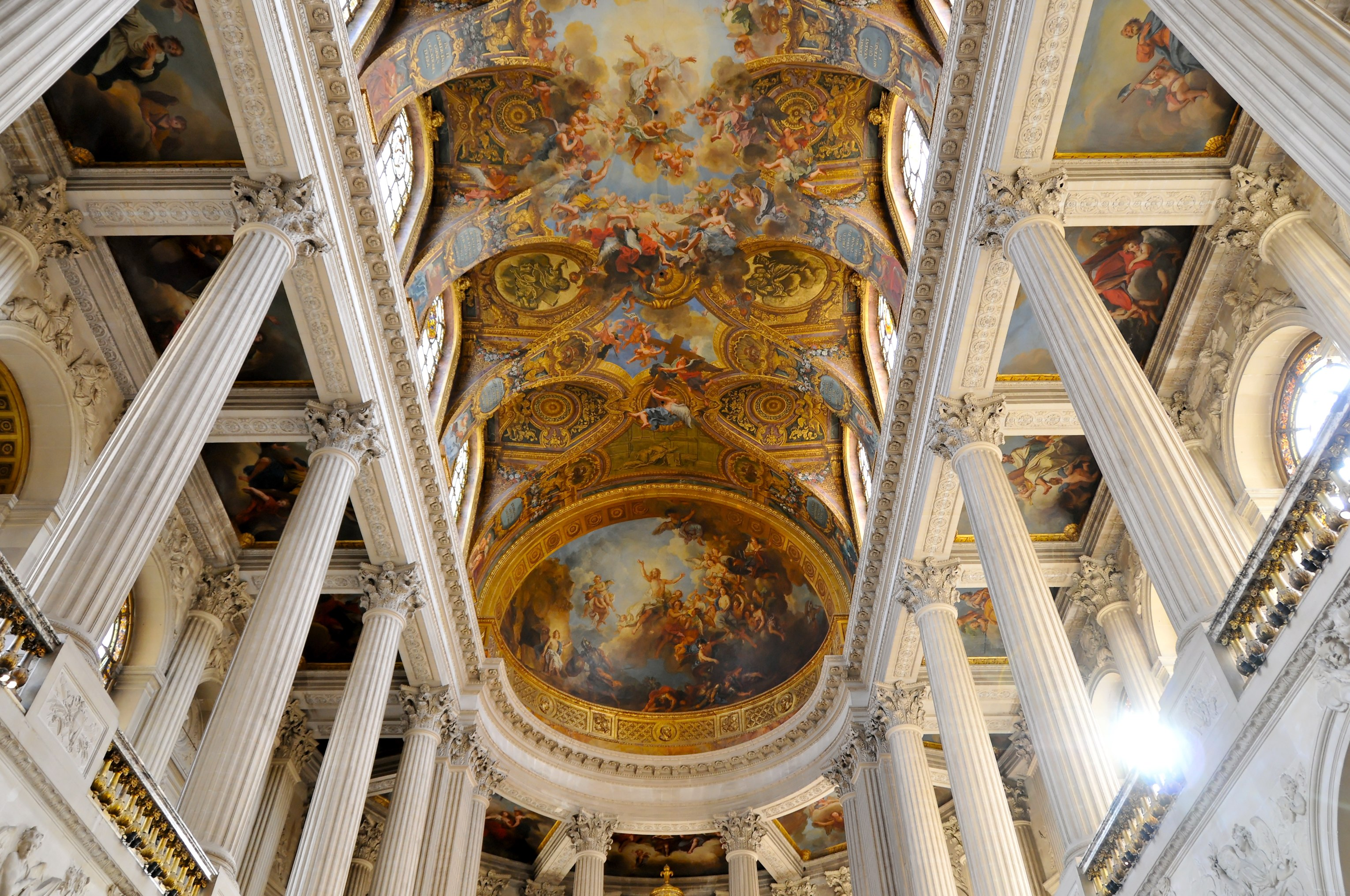
Il matroneo barocco della Cappella di Versailles